# Іов (патріарх Московський)
Патріарх Іов (світське ім'я Іван (Іоанн); пр. 1525 — 19 (29) червня 1607) — перший патріарх Московський (1589-1605).
Канонізований в лику святителів на архієрейському соборі Російської православної церкви від 9 жовтня 1989 року.

## Життєпис
Народився приблизно 1525 року в Стариці в сім'ї посадських людей. За даними архіву Старицького духовного правління, матір'ю майбутнього патріарха була посадська дружина, у чернецтві Пелагея, у світі Леняєва.
Навчався в школі при Старицькому Успенському монастирі, де в 1556 році під впливом архімандрита Германа прийняв чернечий постриг з ім'ям Іов, на честь Іова Багатостраждального. В обителі Іов був духовно «вихований і грамоті, всьому благодійному і страху Божому добре навчений».
Згодом став ігуменом (з 6 травня 1569  року до 1571 року) Старицького Успенського монастиря. Оскільки Стариця була одним із центрів опричнини, привернув увагу Івана Грозного, результатом чого стало обрання настоятелем монастиря в сані архімандрита. У 1571 році його перевели в Москву на ту ж посаду у Симонів Успенський монастир.
У 1575 році став архімандритом царського Новоспаського монастиря в Москві.
З 1581 року — єпископ Коломенський. В Коломні був до 1586 року, поки не був призначеним архієпископом Ростовським.
З середини 1580-х років став близьким сподвижником Бориса Годунова і за його сприянням собором єпископів у 1586 році був виведений в митрополити Московські. Надалі підтримував політику Бориса Годунова.
26 січня (5 лютого) 1589 року поставлений Константинопольським патріархом Єремією II, який перебував на той час у Москві, першим Патріархом Московським і всієї Русі.
Одна з важливих церковних подій його патріаршества — канонізація Василя Блаженного і Йосипа Волоцького, Поширював християнство в Поволжі, яке було покорене при Івані Грозному, і в Сибіру, який приєднався саме в роки правління Бориса Годунова. Зросло друкування богослужбових книг; на прохання грузинського царя Олександра Іовом до Грузії були спрямовані «для виправлення православної віри навчальні люди».
Смерть Годунова в 1605 році і перемога Лжедмитрія I означали й падіння Іова. Йов відмовився визнати самозванця сином Івана Грозного і вимагав від москвичів вірності Федору Борисовичу, Лжедмитрій і його прихильники, «які государю зрадили, а тому злодієві та боговідступнику наслідують і іменують його князем Дмитром», були піддані патріархом анафемі. Сам патріарх Іов у своїх грамотах називав Лжедмитрія «розстригою, злодієм, жив у Романових у дворі та багато крав. ...так і в мене, Патріарха Іова, у дворі для книжкового письма побув у дияконах же. А після того втік з Москви до Литви»
Іов був зміщений з кафедри й заточений у монастир в рідній Стариці ще до прибуття самозванця в столицю, який направив вказівку «взяти його там у пристави» і тримати «в озлобленні скорботній».
Після вбивства Федора Годунова Іова заарештували за богослужінням в Успенському соборі Кремля, зірвали з нього патріарші вбрання і як простого ченця відправили у вигнання. Після вигнання Іова церковний собор обрав новим московським патріархом грека Ігнатія, що приєднався до прихильників Лжедмитрія. Однак зміна патріархів не була законною, святитель Іов не був позбавлений влади, ні тим більше позбавлений сану.
В Стариці Іов прожив ще два роки та помер 19 (29) червня 1607 року. Перед смертю, реабілітований при Василі Шуйскому, відвідав Москву, але по стану здоров'я (зовсім осліп) відмовився від повернення на патріарший престол і повернувся в Старицю, де й помер. Був похований в Старицькому Успенському монастирі.
За відгуками сучасників, був «прекрасний у співі та в читанні, як труба дивна всіх звеселяючи й тішачи», напам'ять читав Псалтир, Апостол, Євангеліє. Був традиціоналістом і консерватором. Після нього залишилися написані ним «Заповіт» і «Повість про царя Федора Іоанновича» (панегірик, написаний після смерті царя, вихваляє його чесноти).

## Канонізація і шанування
Згодом над могилою святителя була зведена каплиця. У 1652 році за патріарха Йосифа (1642-1652) нетлінні та запашні мощі святителя Іова були перенесені в Успенський собор Московського Кремля і покладені біля гробниці патріарха Іоасафа (1634-1640). За свідченнями вірян, від мощей святителя Іова відбувалися зцілення.
Для всеросійського вшанування патріарх Іов був канонізований в лику святителів на архієрейському соборі Російської православної церкви в 1989 році.
У жовтні 2012 року канонізований Російською православною старообрядницькою церквою на освяченому соборі.

## Примітки

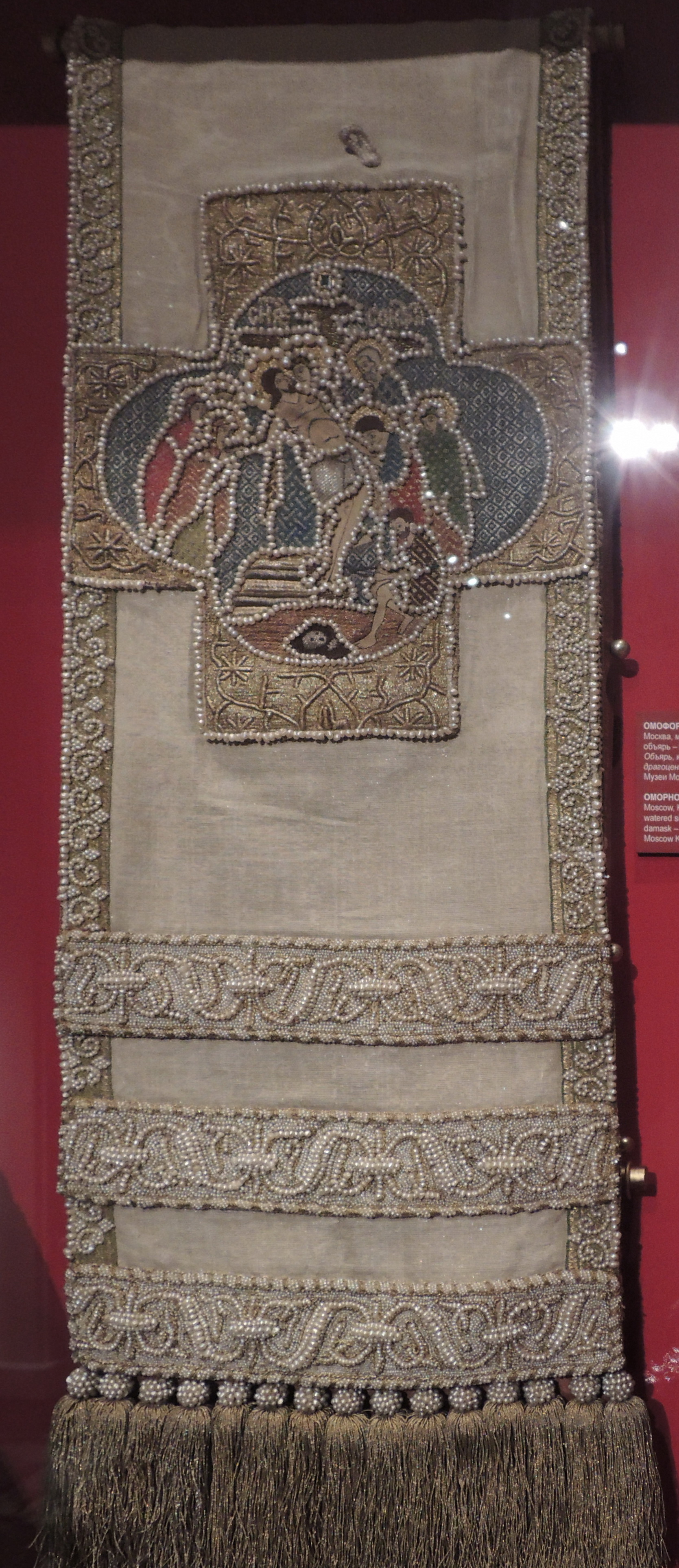
Омофор патріарха, Музей Московського Кремля